# Don Balmer

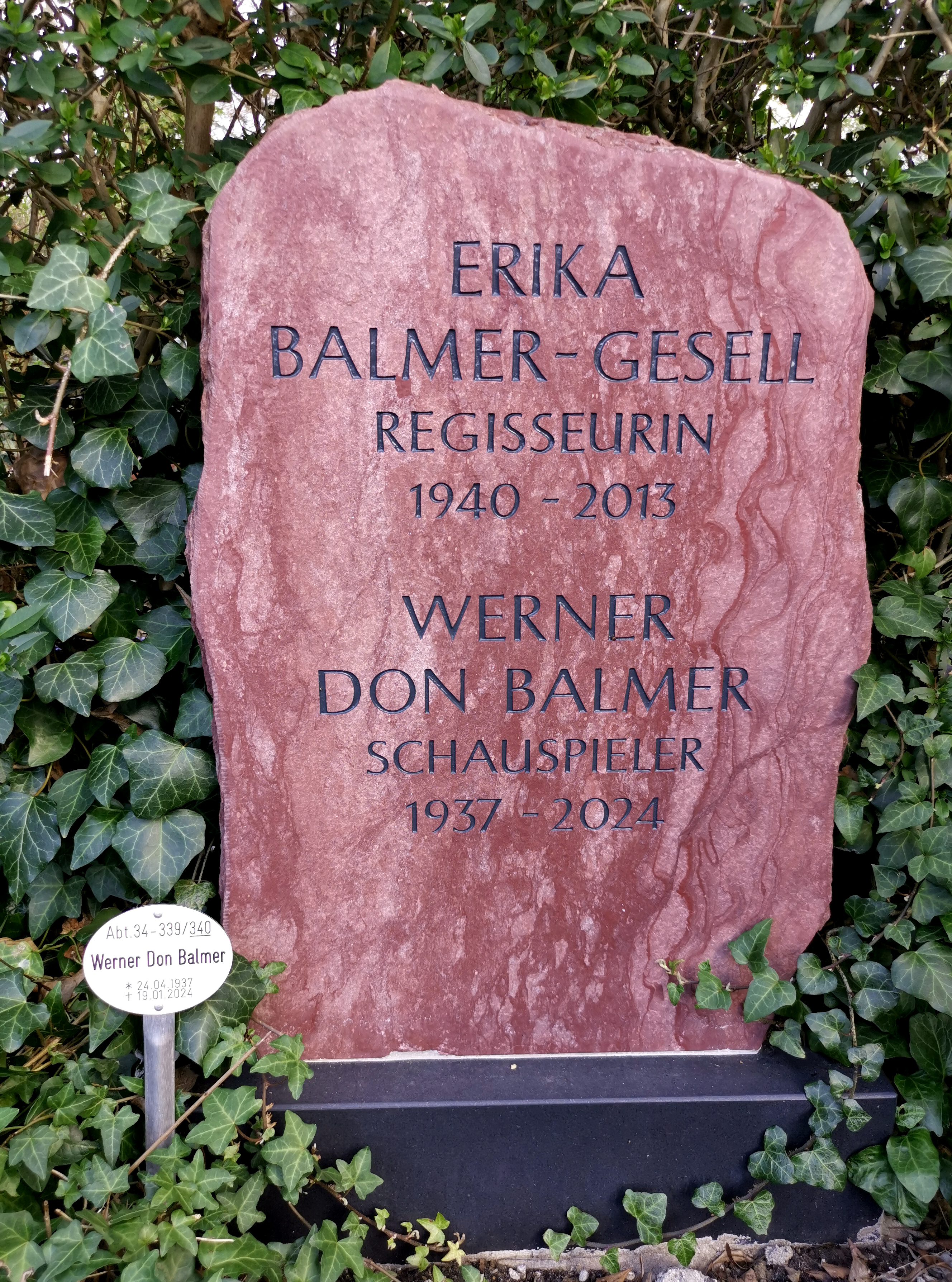
Grabstelle der Eheleute Balmer auf dem Friedhof Schöneberg III

Don Balmer (bürgerlich Werner Balmer; * 24. April 1937 in Melchnau; † 18. Januar 2024) war ein Schweizer Schauspieler.

## Leben
Balmer nahm noch unter seinem bürgerlichen Namen in den 1950er-Jahren privaten Schauspielunterricht bei Rudolf Hammacher. Erste Engagements führten ihn ab 1958 an die Stadttheater von Bern und Chur. Von 1962 bis 1964 wirkte Balmer am Theater am Niederrhein in Kleve, danach bis 1966 am Kölner Theater am Dom. Er kehrte anschliessend vorübergehend in die Schweiz zurück und war an der Komödie Basel und am Zürcher Bernhard-Theater zu sehen. In der Spielzeit 1971/72 gastierte er am Schauspielhaus Düsseldorf, danach an den Stadttheatern in Aachen (1972–1975) und Gießen (1976–1979).
Etwa ab dem Jahr 1980 wurde er als Don Balmer geführt und war weiterhin auf deutschen und Schweizer Bühnen zu sehen. Neben Tourneen mit der Bühne 64 Zürich spielte er unter anderem an der „Komödie“ in Frankfurt am Main, bei den Ruhrfestspielen in Recklinghausen, in Berlin am Theater des Westens und der Komödie am Kurfürstendamm, in Hamburg an der Komödie Winterhuder Fährhaus oder am Grenzlandtheater Aachen.
Bekannte Rollen Balmers waren Beckmann in Draußen vor der Tür von Wolfgang Borchert oder der Biff in Tod eines Handlungsreisenden von Arthur Miller. Titelrollen spielte er in Pavel Kohouts Armer Mörder und Onkel Wanja von Anton Tschechow. Balmer trat auch in Musicals auf, so in Cole Porters Anything Goes oder Blue Jeans, beide am Berliner Theater des Westens.
Sein Debüt vor der Kamera gab Balmer 1962 im zweiten Teil von Anne Bäbi Jowäger, danach spielte er in weiteren Schweizer Produktionen. Erst ab Ende der 1970er-Jahre wandte er sich wieder dem Fernsehen zu und war bis 2001 gelegentlich auf dem Bildschirm zu sehen, häufig als Gastdarsteller in Serien wie Derrick, Forsthaus Falkenau oder Wolffs Revier. 1984 spielte Balmer in der vom Hessischen Rundfunk produzierten Tatort-Folge Rubecks Traum.
Don Balmer war mit der Berufskollegin Erika Gesell (1940–2013) verheiratet. Er verstarb im Alter von 86 Jahren und wurde am 28. März 2024 auf dem Berliner Friedhof Schöneberg III an der Stubenrauchstraße beigesetzt.

## Filmografie (Auswahl)
- 1962: Anne Bäbi Jowäger 2. Teil
- 1964: Menschen der Berge (Geld und Geist)
- 1965: König Nicole oder So ist das Leben
- 1968: Die sechs Kummerbuben
- 1979: Landflucht
- 1980: Schulmädchen-Report 13. Teil: Vergiß beim Sex die Liebe nicht
- 1980: Derrick – Pricker
- 1981: Bis das Leben uns scheidet
- 1982: Anderland – Achim und das große Rennen
- 1984: Tatort – Rubecks Traum
- 1987: Derrick – Nur Ärger mit dem Mann aus Rom
- 1988: Verkehrsgericht – Gefährliche Küsse
- 1989: Forsthaus Falkenau – Wölfe
- 1989: Derrick – Ein kleiner Gauner
- 1989: Der Alte – Der Augenblick der Rache
- 1990: Der Alte – Er war nie ein Kavalier
- 1995: Wolffs Revier – Amigos
- 2001: Freiwild (Kurzfilm)

## Hörspiele
- 1964: François Mauriac: Fleisch und Blut – Regie: Roland H. Wiegenstein – WDR
- 1964: Claude Mauriac: Das Gespräch – Regie: Otto Kurth – WDR
- 1965: Alfred Neumann: Narrenspiegel – Regie: Raoul Wolfgang Schnell – WDR
- 1965: Klaus Wirbitzky: Der lange Ritt – Regie: Hermann Pfeiffer – WDR

(Quelle: ARD-Hörspieldatenbank)